# El Cau de la Guilla
El Cau de la Guilla és un paratge del terme municipal de Monistrol de Calders, al Moianès.
Està situat a prop de l'extrem de ponent del terme monistrolenc, a llevant de la masia de Mussarra. És a la part septentrional del Serrat de Mussarra, al costat de ponent del camí que recorre tota la carena, des dels seus inicis.